# Methionopsis
Methionopsis là một chi bướm ngày thuộc họ Bướm nâu.